# Hans Luber
Hans Luber (Múnich, Alemania, 15 de octubre de 1893-Berlín, 15 de octubre de 1940) fue un clavadista o saltador de trampolín alemán especializado en los saltos desde el trampolín de 3 metros, donde consiguió ser subcampeón olímpico en 1912.

## Carrera deportiva
En los Juegos Olímpicos de 1912 celebrados en Amberes (Bélgica) ganó la medalla de plata en los saltos desde el trampolín de 3 metros, con una puntuación de 76 puntos, tras su compatriota Paul Günther (oro con 79 puntos) y por delante de otro saltador alemán Kurt Behrens (bronce con 73 puntos).